# Rohusi saar
Rohusi saar est une île d'Estonie en mer Baltique.

## Géographie
Elle fait partie de la commune de Jõelähtme. 

## Histoire
C'est une propriété privée depuis son achat par Tiit Vähi en 1998. 